# Evelin Lanthaler
Evelin Lanthaler (* 6. Mai 1991 in Meran) ist eine Südtiroler Naturbahnrodlerin. Sie wurde bisher neunmal Weltmeisterin (2015 im Einsitzer und 2019, 2021, 2023 und 2025 jeweils im Einsitzer und mit der Mannschaft) neunmal Europameisterin (2016 im Einsitzer und Mannschaft, 2018 im Einsitzer, 2020 im Einsitzer und Mannschaft, 2022 und 2024 im Einsitzer und Mannschaft) und zweimal Junioreneuropameisterin (2009 und 2011). Im Weltcup erreichte Lanthaler bisher 85 Podestplätze, davon 58 Siege. Ihre ältere Schwester Sandra war ebenfalls Naturbahnrodlerin.

## Karriere

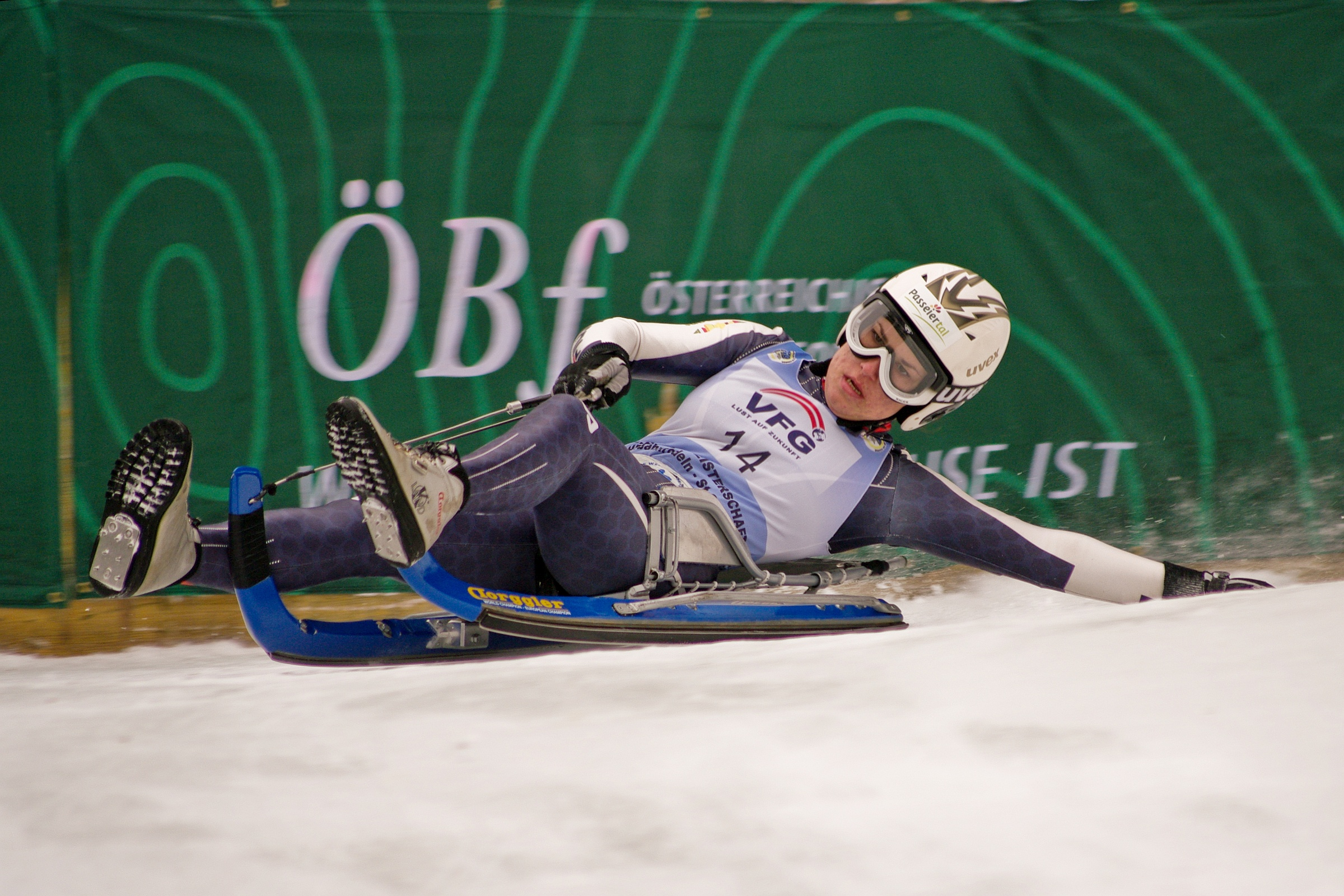
Evelin Lanthaler bei der EM 2010

Lanthaler startete ab der Saison 2005/2006 im Interkontinentalcup und feierte zu Beginn des nächsten Winters in ihrem Heimatort Moos in Passeier den ersten Sieg. Mit weiteren zwei Podestplätzen erzielte sie in der Saison 2006/2007 punktegleich mit ihrer Landsfrau Melanie Schwarz den dritten Gesamtrang. In der Saison 2007/2008 entschied sie mit zwei Siegen in Schleis und Latzfons die Gesamtwertung des Interkontinentalcups für sich. Im Februar 2008 nahm die damals 16-Jährige erstmals an internationalen Titelkämpfen teil. Bei der Juniorenweltmeisterschaft in Latsch gewann sie hinter der Österreicherin Melanie Batkowski die Silbermedaille und eine Woche später belegte sie den sechsten Platz bei der Europameisterschaft 2008 in Olang.
Seit der Saison 2007/2008 startet Lanthaler auch im Weltcup. In diesem Winter bestritt sie vier Weltcuprennen und erreichte als beste Resultate zwei sechste Plätze zu Saisonende in Železniki, womit sie Achte in der Gesamtwertung wurde. In der Saison 2008/2009 erzielte sie nach drei fünften Plätzen im vierten Weltcuprennen in Deutschnofen mit Rang zwei ihren ersten Podestplatz. Anschließend gewann sie die Goldmedaille bei der Junioreneuropameisterschaft in Longiarü, verpasste aber bei der Weltmeisterschaft 2009 in Moos in Passeier als jeweils Vierte im Einsitzer und Mannschaftswettbewerb zweimal knapp das Podest. In den letzten beiden Weltcuprennen des Winters fuhr sie nicht mehr unter die besten fünf und belegte damit im Gesamtklassement den vierten Rang.
In den ersten drei Weltcuprennen der Saison 2009/2010 erzielte Lanthaler zwei fünfte und einen vierten Platz. Mitte Januar gewann sie mit nur acht Hundertstelsekunden Rückstand auf die Favoritin Jekaterina Lawrentjewa aus Russland die Silbermedaille bei der Europameisterschaft 2010 in St. Sebastian. Am Ende des Monats wurde sie in Deutschnofen mit großem Vorsprung Juniorenweltmeisterin. Im Weltcup folgten zwei dritte Plätze in Latsch und Latzfons und der vierte Rang beim Finale in Garmisch-Partenkirchen, womit sie wie im Vorjahr den vierten Gesamtrang erzielte. Zum Auftakt der Saison 2010/2011 wurde Lanthaler in Nowouralsk zweimal Vierte, ehe sie in Gsies als Dritte wieder auf dem Podest stand. Mit weiteren zwei Top-5-Ergebnissen wurde sie erneut Vierte im Gesamtweltcup. Bei der Weltmeisterschaft 2011 in Umhausen belegte sie den fünften Platz. Eine Woche danach gewann sie bei der Junioreneuropameisterschaft 2011 in Laas erneut die Goldmedaille.

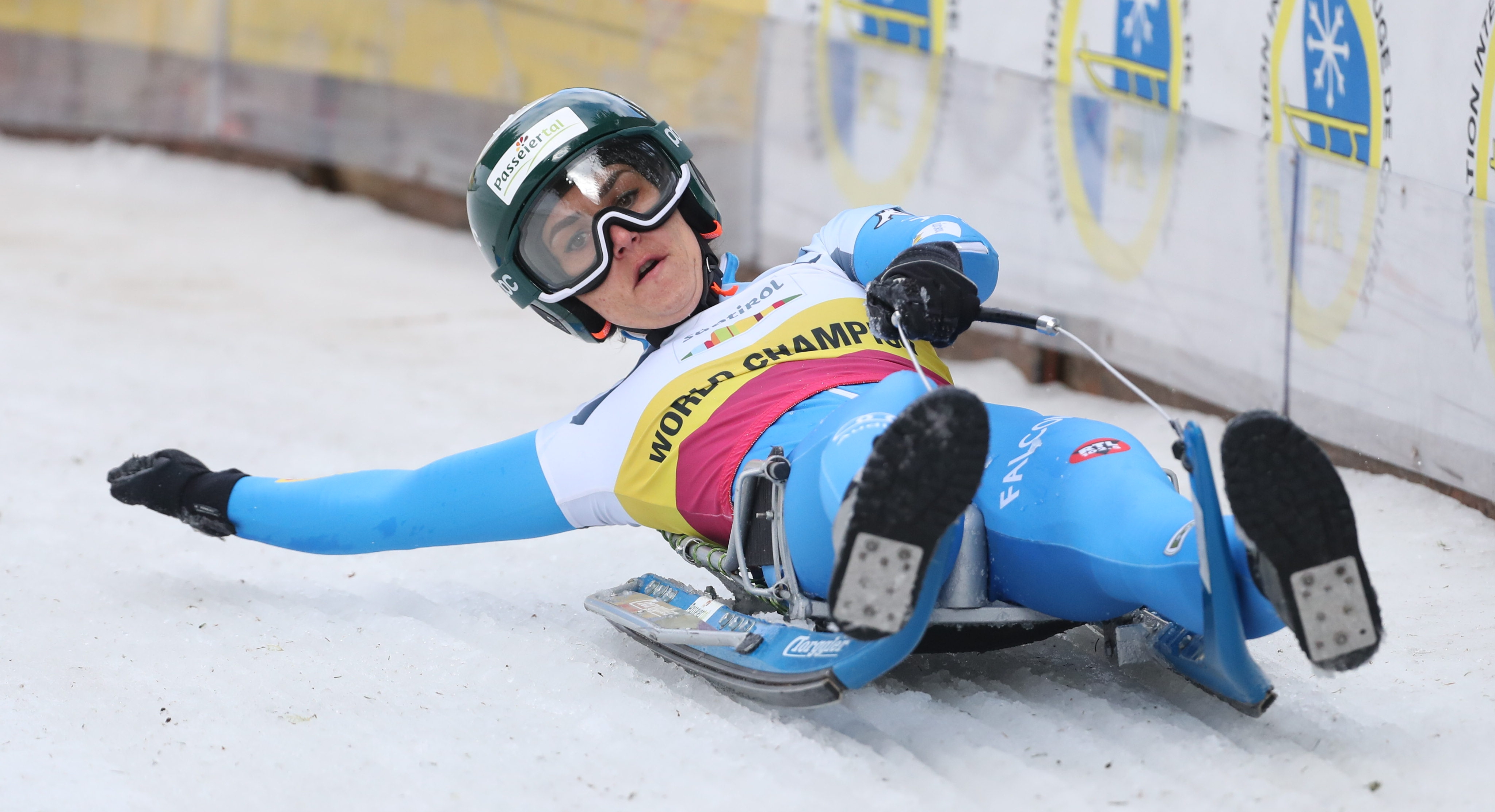
Evelin Lanthaler beim Weltcup in Mariazell 2022

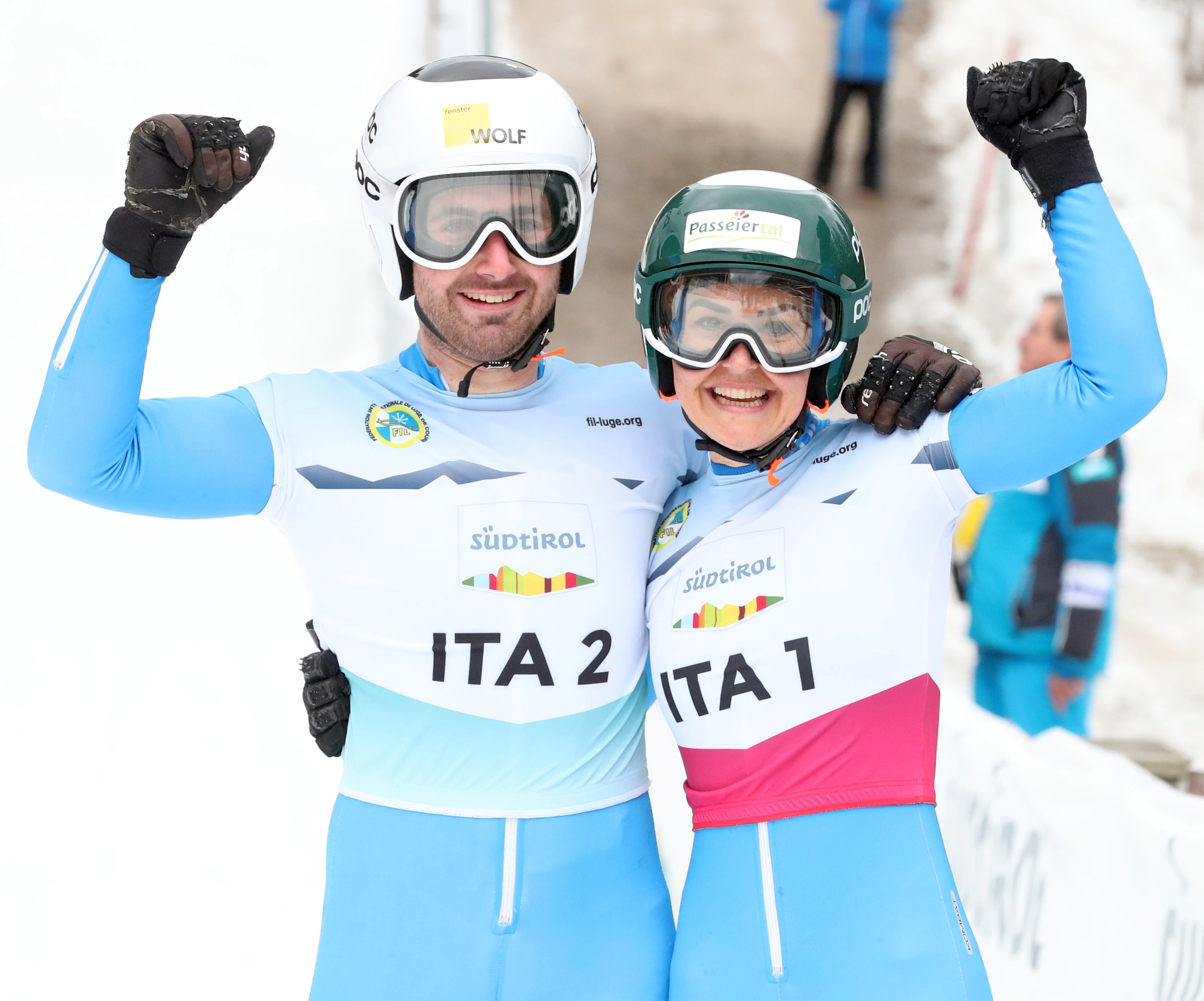
Evelin Lanthaler zusammen mit Alex Gruber beim Weltcup in Mariazell 2022

In der Weltcupsaison 2011/2012 fuhr Lanthaler als jeweils Dritte in Olang und Deutschnofen zweimal auf das Podest. Im Gesamtweltcup fiel sie aber nach drei vierten Plätzen auf den sechsten Rang zurück. Bei der Europameisterschaft 2012 in Nowouralsk gewann sie hinter Lawrentjewa und Batkowski die Bronzemedaille im Einsitzer. In der Weltcupsaison 2012/2013 konnte Lanthaler fünf Podestplätze im Einsitzer belegen (zwei Drittplatzierungen und drei Zweitplatzierungen) und lag am Ende der Saison im Weltcup-Klassement auf Rang zwei, hinter Ekaterina Lavrentjeva aus Russland. Bei den Weltmeisterschaften 2013 in Deutschnofen gewann Lanthaler sowohl im Einzel als auch im Teamwettbewerb die Bronzemedaille. Im Jänner 2014, gelang Lanthaler dann der erste Weltcupsieg im Einsitzer, beim 4. Weltcuprennen der Saison in Olang (ITA). In dieser Saison wurde Lanthaler erneut zweite im Gesamtweltcup-klassement hinter Jekaterina Lawrentjewa. In der Weltcupsaison 2014/15 fuhr Lanthaler fünfmal aufs Podest und erzielte dabei vier Zweitplatzierungen und eine Erstplatzierung. In derselben Saison krönte sie sich auch zum ersten Mal zur Weltmeisterin im Einzelbewerb. Der Erfolg gelang ihr im Alter von 23 Jahren bei der Weltmeisterschaft in Sankt Sebastian (AUT). In der Weltcupsaison Weltcupsaison 2015/16 gewann Lanthaler erstmals den Gesamtweltcup.  Sie siegte mit einem Gesamtpunktestand von 540 Punkten vor ihrer Teamkollegin Pinggera Greta die 455 Punkte erzielte. In dieser Saison fand im Passeiertal, dem Heimatort von Lanthaler die Europameisterschaft statt. Lanthaler konnte dabei sowohl im Einzel- als auch im Teambewerb ihren Heimvorteil ausspielen und die Goldmedaille gewinnen. In der Weltcupsaison 2016/17 stand Lanthaler bei allen sechs Bewerben auf dem Podium (zwei Erstplatzierungen, zwei Zweitplatzierungen, zwei Drittplatzierungen). Im Gesamtweltcup musste sich Lanthaler um Haaresbreite Pinggera geschlagen geben, die zu Saisonende Punktegleich mit Lanthaler lag, sich jedoch aufgrund des Reglements vor Lanthaler einreite. In dieser Saison belegte Lanthaler bei der Weltmeisterschaft in Vatra Dornei den zweiten Platz. In der Weltcupsaison 2017/18 setzte Lanthaler ihren Erfolgslauf fort und gewann zum zweiten Mal den Gesamtweltcup. Bei der Europameisterschaft in Obdach-Winterleiten fuhr sie zu Gold im Einzel und zu Silber im Team. Die Weltcupsaison 2018/19 dominierte Lanthaler von Beginn an, es sollte ihre bislang erfolgreichste werden. Sie gewann sechs von sechs Weltcuprennen und wurde sowohl im Einzel, als auch im Team Weltmeisterin. In der Weltcupsaison 2019/20 knüpfte Lanthaler an die Erfolge des Vorjahres an, gewann fünf Rennen und wurde einmal Zweite. Auch die Europameisterschaft im Einsitzer und Team (gemeinsam mit Patrick Pigneter und Alex Gruber) in Moskau konnte Lanthaler für sich entscheiden. Bislang stand Lanthaler 53 mal bei Weltcuprennen am Podium (davon 27 Erstplatzierungen, 13 Zweitplatzierungen und 13 Drittplatzierungen).

## Erfolge

### Weltmeisterschaften
- Moos in Passeier 2009: 4. Einsitzer, 4. Mannschaft
- Umhausen 2011: 5. Einsitzer
- Deutschnofen 2013: 3. Einsitzer, 3. Mannschaft
- St. Sebastian 2015: 1. Einsitzer
- Vatra Dornei 2017: 2. Einsitzer
- Latzfons 2019: 1. Einsitzer, 1. Mannschaft
- Umhausen 2021: 1. Einsitzer, 1. Mannschaft
- Deutschnofen 2023: 1. Einsitzer, 1. Mannschaft
- Kühtai 2025: 1. Einsitzer, 1. Mannschaft

### Europameisterschaften
- Olang 2008: 6. Einsitzer
- St. Sebastian 2010: 2. Einsitzer, 4. Mannschaft
- Nowouralsk 2012: 3. Einsitzer
- Umhausen 2014: 4. Einsitzer
- Passeiertal 2016: 1. Einsitzer, 1. Mannschaft
- Obdach-Winterleiten 2018: 1. Einsitzer, 2. Mannschaft
- Moskau 2020: 1. Einsitzer, 1. Mannschaft
- Laas 2022: 1. Einsitzer, 1. Mannschaft
- Jaufental 2024: 1. Einsitzer, 1. Mannschaft

### Juniorenweltmeisterschaften
- Latsch 2008: 2. Einsitzer
- Deutschnofen 2010: 1. Einsitzer

### Junioreneuropameisterschaften
- Longiarü 2009: 1. Einsitzer
- Laas 2011: 1. Einsitzer

### Weltcup
- 9× Gesamtweltcupsieg im Einsitzer in den Saisonen 2015/16, 2017/18, 2018/19, 2019/20, 2020/21, 2021/22, 2022/23, 2023/24, 2024/25
- 4× 2. Gesamtrang im Einsitzer in den Saisonen 2012/13, 2013/14, 2014/15, 2016/17
- 3× 4. Gesamtrang im Einsitzer in den Saisonen 2008/09, 2009/10 und 2010/11
- 6. Gesamtrang im Einsitzer in der Saison 2011/12
- 85 Podestplätze, davon 58 Siege:

| Datum             | Ort                 | Land       |
| ----------------- | ------------------- | ---------- |
| 26. Januar 2014   | Olang               | Italien    |
| 19. Februar 2014  | Vatra Dornei        | Rumänien   |
| 25. Januar 2015   | Obdach-Winterleiten | Österreich |
| 10. Januar 2016   | Latsch              | Italien    |
| 17. Januar 2016   | Vatra Dornei        | Rumänien   |
| 31. Januar 2016   | Deutschnofen        | Italien    |
| 8. Januar 2017    | Latsch              | Italien    |
| 13. Januar 2017   | Moskau              | Russland   |
| 15. Januar 2017   | Moskau              | Russland   |
| 7. Januar 2018    | Latzfons            | Italien    |
| 14. Januar 2018   | Passeiertal         | Italien    |
| 21. Januar 2018   | Sankt Sebastian     | Österreich |
| 17. Februar 2018  | Umhausen            | Österreich |
| 16. Dezember 2018 | Kühtai              | Österreich |
| 12. Januar 2019   | Winterleiten        | Österreich |
| 16. Januar 2019   | Moskau              | Russland   |
| 20. Januar 2019   | Moskau              | Russland   |
| 27. Januar 2019   | Deutschnofen        | Italien    |
| 10. Februar 2019  | Vatra Dornei        | Rumänien   |
| 16. Februar 2019  | Umhausen            | Österreich |
| 5. Januar 2020    | Winterleiten        | Österreich |
| 10. Januar 2020   | Passeiertal         | Italien    |
| 12. Januar 2020   | Passeiertal         | Italien    |
| 26. Januar 2020   | Deutschnofen        | Italien    |
| 10. Februar 2020  | Laas                | Italien    |
| 16. Februar 2020  | Umhausen            | Österreich |
| 17. Dezember 2020 | Winterleiten        | Österreich |
| 18. Dezember 2020 | Winterleiten        | Österreich |
| 15. Januar 2021   | Passeiertal         | Italien    |
| 17. Januar 2021   | Passeiertal         | Italien    |
| 9. Februar 2021   | Laas                | Italien    |
| 10. Februar 2021  | Laas                | Italien    |
| 8. Januar 2021    | Umhausen            | Österreich |
| 15. Januar 2021   | Umhausen            | Österreich |
| 23. Januar 2021   | Vatra Dornei        | Rumänien   |
| 29. Januar 2022   | Deutschnofen        | Italien    |
| 20. Februar 2022  | Mariazell           | Österreich |
| 17. Dezember 2022 | Winterleiten        | Österreich |
| 18. Dezember 2022 | Winterleiten        | Österreich |
| 14. Januar 2023   | Jaufental           | Italien    |
| 15. Januar 2023   | Jaufental           | Italien    |
| 29. Januar 2023   | Deutschnofen        | Italien    |
| 18. Februar 2023  | Umhausen            | Österreich |
| 19. Februar 2023  | Umhausen            | Österreich |
| 17. Dezember 2023 | Kühtai              | Österreich |
| 7. Januar 2024    | Laas                | Italien    |
| 20. Januar 2024   | Umhausen            | Österreich |
| 21. Januar 2024   | Umhausen            | Österreich |
| 3. Februar 2024   | Jaufental           | Italien    |
| 17. Februar 2024  | Winterleiten        | Österreich |
| 18. Februar 2024  | Winterleiten        | Österreich |
| 21. Dezember 2024 | Winterleiten        | Österreich |
| 22. Dezember 2024 | Winterleiten        | Österreich |
| 6. Januar 2025    | Laas                | Italien    |
| 26. Januar 2025   | Mariazell           | Österreich |
| 8. Februar 2025   | Umhausen            | Österreich |
| 9. Februar 2025   | Umhausen            | Österreich |
| 23. Februar 2025  | Deutschnofen        | Italien    |